# Alfonso da Mantova
Alfonso da Mantova (Mantova, ... – XVI secolo) è stato uno scultore italiano.
Viveva a Mantova nel 1530 al tempo in cui operava in città Andrea Mantegna ed è ricordato come un valente scultore. Eseguì una scultura in bronzo dedicata all'umanista mantovano Pietro Pomponazzi, conservata nella chiesa di San Francesco e distrutta nel 1796.